# Gamma Ray EP
Gamma Ray EP is de debuut-ep van de Amerikaanse rockband Gamma Ray, die in 1997 haar naam zou veranderen in Queens of the Stone Age. Dit omdat er al een Duitse band was met de naam Gamma Ray.
De ep bestaat uit twee nummers, "If Only Everything" dat later opnieuw opgenomen zou worden als "If Only" op het debuutalbum Queens of the Stone Age en "Born to Hula" dat opnieuw werd opgenomen voor de single "The Lost Art of Keeping a Secret", de Stone Age Complication EP en de nieuwe uitgave van Rated R in 2010.

## Tracklist
| nr. | titel        | muziek     | duur |
| --- | ------------ | ---------- | ---- |
| 1   | If Only      | Josh Homme | 3:32 |
| 2   | Born to Hula | Josh Homme | 5:05 |

## Uitvoerende muzikanten
- Josh Homme (zang, gitaar en basgitaar op "Born to Hula")
- Vic The Stick (drum)
- John Garcia (achtergrondzang) op "Born to Hula"
- Van Conner (basgitaar) op "If Only Everything"